# Ninrude (Irã)
Ninrude (em persa: نيمرود; romaniz.: Nīmrūd), também conhecida como Ninrude-e Mamudi (Nīmrūd-e Maḩmūdī) é uma vila no distrito rural de Bezenjã, situada no Distrito Central do condado de Baft, na província da Carmânia, no Irã. No censo de 2006, sua população era de 35 habitantes, divididos em 10 famílias.